# Lill-Nackträsket
Lill-Nackträsket är en sjö i Lycksele kommun i Lappland och ingår i Umeälvens huvudavrinningsområde. Sjön har en area på 1,99 kvadratkilometer och ligger 262,2 meter över havet. Lill-Nackträsket ligger i Vindelälven Natura 2000-område. Sjön avvattnas av vattendraget Björklidbäcken.

## Delavrinningsområde
Lill-Nackträsket ingår i det delavrinningsområde (719334-165203) som SMHI kallar för Utloppet av Lill-Nackträsket. Medelhöjden är 276 meter över havet och ytan är 7,55 kvadratkilometer. Räknas de 2 avrinningsområdena uppströms in blir den ackumulerade arean 22,3 kvadratkilometer. Björklidbäcken som avvattnar avrinningsområdet har biflödesordning 4, vilket innebär att vattnet flödar genom totalt 4 vattendrag innan det når havet efter 179 kilometer. Avrinningsområdet består mestadels av skog (65 procent). Avrinningsområdet har 1,98 kvadratkilometer vattenytor vilket ger det en sjöprocent på 26,3 procent.